# Florentin (Tarn)
Florentin é uma comuna francesa na região administrativa da Occitânia, no departamento de Tarn. Estende-se por uma área de 12.62 km², e possui 683 habitantes, segundo o censo de 2018, com uma densidade de 54 hab/km².